# ADY-Baureihe AZ8A
Die Lokomotivbaureihe AZ8A der Eisenbahn von Aserbaidschan (ADY) ist eine elektrische Doppellokomotive für den Güterverkehr unter 25 kV Wechselspannung. Die Lokomotive wurde von Alstom entwickelt und wird bei EKZ in der kasachischen Stadt Astana gebaut.

## Geschichte
Im Mai 2014 bestellte die aserbaidschanische Eisenbahn 10 Reisezuglokomotiven AZ4A und 40 Güterzuglokomotiven AZ8A.
Die Lokomotiven werden im Gemeinschaftsunternehmen Electrovoz Kurastyru Zauyty (EKZ) gebaut, an dem die französische Alstom zu 75 % und der russische Hersteller Transmashholding zu 25 % beteiligt sind. Im Oktober 2017 wurde die erste Reisezuglokomotive vorgestellt, die in Frankreich bei Alstom im Werk Belfort gebaut worden war. Die erste Güterzuglokomotive folgte im Juni 2018. Sie wurde in den Werkhallen von EKZ in Astana vorgestellt. Die Lokomotiven sollen auf der Transitverbindungen zwischen dem Kaspischen und dem Schwarzen Meer, sowie zwischen Russland und dem Iran eingesetzt werden, deren Knotenpunkt, in Aserbaidschan liegt.

## Technik
Die Lokomotiven gehören zur Alstom-Prima-Lokfamilie der zweiten Generation und tragen die Alstom-Bezeichnung Prima T8. Sie basieren auf der für die kasachische Eisenbahn entwickelten Lokomotive  KZ8A.
Die achtachsige Doppellokomotive ist für Breitspur mit 1520 mm Spurweite gebaut, wie sie in den Ländern der ehemaligen Sowjetunion verwendete wird, und erfüllt die russischen GOST-Normen. Um Kundenwünsche zu erfüllen, sind gegenüber dem kasachischen Variante einige Änderungen eingeflossen. Nach Angaben des Herstellers handelt es sich um eine der leistungsstärksten Elektrolokomotiven der Welt. Mit einer Dauerleistung von 8,8 MW ist die Lokomotive für das Ziehen von 9000-Tonnen-Züge ausgelegt. Die Maximalgeschwindigkeit beträgt 120 km/h, der Wirkungsgrad der Lokomotive wird von Alstom mit 86 % angegeben. Sie ist ausgelegt für den Betrieb bei Temperaturen im Bereich zwischen −25 °C und ÷50 °C. Die Lokomotiven sind für lange Fahrten ausgelegt und verfügen deshalb über große klimatisierte Führerstände, die mit Mikrowellenherd, Kühlschrank, Fußbodenheizung, und beheizbaren Führersitzen ausgerüstet sind. In der Lokomotive befindet sich auch eine Toilette.
Jede Lokomotivenhälfte verfügt über einen eigenen unterflurmontierten Transformator, dessen Kühlung über zwei Wärmetauscher erfolgt, die unter dem Maschinenraumboden angeordnet sind und durch Lüfter forciert gekühlt werden. Das Expansionsgefäß des Transformators befindet sich im Maschinenraum.